# Wendell Moore
Wendell Horace Moore jr. (Richmond, 18 settembre 2001) è un cestista statunitense, professionista nella NBA.

## Carriera
Dopo aver trascorso tre stagioni con i Duke Blue Devils, nel 2022 si dichiara per il Draft NBA; selezionato con la ventiseiesima scelta assoluta dagli Houston Rockets, viene ceduto prima ai Dallas Mavericks e poi ai Minnesota Timberwolves.

## Statistiche

### NCAA
| Anno      | Squadra          | PG | PT | MP   | TC%  | 3P%  | TL%  | RP  | AP  | PRP | SP  | PP   |
| --------- | ---------------- | -- | -- | ---- | ---- | ---- | ---- | --- | --- | --- | --- | ---- |
| 2019-2020 | Duke Blue Devils | 25 | 11 | 24,0 | 41,6 | 21,1 | 80,6 | 4,2 | 1,9 | 0,9 | 0,2 | 7,4  |
| 2020-2021 | Duke Blue Devils | 24 | 18 | 27,5 | 41,7 | 30,1 | 84,8 | 4,8 | 2,7 | 1,2 | 0,2 | 9,7  |
| 2021-2022 | Duke Blue Devils | 39 | 39 | 34,0 | 50,0 | 41,3 | 80,5 | 5,3 | 4,4 | 1,4 | 0,2 | 13,4 |
| Carriera  | Carriera         | 88 | 68 | 29,4 | 45,9 | 35,8 | 81,4 | 4,9 | 3,2 | 1,2 | 0,2 | 10,7 |

#### Massimi in carriera
- Massimo di punti: 26 vs Syracuse (10 marzo 2022)[6]
- Massimo di rimbalzi: 12 vs Miami (8 gennaio 2022)
- Massimo di assist: 10 vs Army-West Point (12 novembre 2021)
- Massimo di palle rubate: 6 (2 volte)
- Massimo di stoppate: 3 vs Miami (11 marzo 2022)
- Massimo di minuti giocati: 40 (3 volte)

### NBA

#### Regular Season
| Anno      | Squadra            | PG | PT | MP   | TC%  | 3P%  | TL%  | RP  | AP  | PRP | SP  | PP  |
| --------- | ------------------ | -- | -- | ---- | ---- | ---- | ---- | --- | --- | --- | --- | --- |
| 2022-2023 | Minnesota T'wolves | 29 | 2  | 5,3  | 41,9 | 11,8 | 80,0 | 0,6 | 0,6 | 0,3 | 0,2 | 1,4 |
| 2023-2024 | Minnesota T'wolves | 25 | 0  | 3,0  | 50,0 | 0,0  | -    | 0,5 | 0,2 | 0,2 | 0,0 | 0,7 |
| 2024-2025 | Detroit Pistons    | 20 | 1  | 11,0 | 46,0 | 28,6 | 92,9 | 2,2 | 1,2 | 0,5 | 0,2 | 3,2 |
| 2024-2025 | Charlotte Hornets  | 16 | 0  | 17,5 | 47,4 | 37,0 | 62,5 | 3,2 | 1,2 | 0,6 | 0,1 | 5,4 |
| Carriera  | Carriera           | 90 | 3  | 8,1  | 46,0 | 25,0 | 81,5 | 1,4 | 0,7 | 0,4 | 0,1 | 2,3 |

#### Play-off
| Anno     | Squadra            | PG | PT | MP  | TC%  | 3P% | TL% | RP  | AP  | PRP | SP  | PP  |
| -------- | ------------------ | -- | -- | --- | ---- | --- | --- | --- | --- | --- | --- | --- |
| 2023     | Minnesota T'wolves | 1  | 0  | 2,0 | -    | -   | -   | 0,0 | 0,0 | 0,0 | 0,0 | 0,0 |
| 2024     | Minnesota T'wolves | 5  | 0  | 3,0 | 25,0 | 0,0 | -   | 0,4 | 0,4 | 0,2 | 0,0 | 0,4 |
| Carriera | Carriera           | 6  | 0  | 2,8 | 25,0 | 0,0 | -   | 0,3 | 0,3 | 0,2 | 0,0 | 0,3 |

#### Massimi in carriera
- Massimo di punti: 9 vs Oklahoma City Thunder (3 dicembre 2022)[7]
- Massimo di rimbalzi: 3 vs Memphis Grizzlies (30 novembre 2022)
- Massimo di assist: 5 vs Denver Nuggets (7 febbraio 2023)
- Massimo di palle rubate: 2 vs Los Angeles Clippers (14 dicembre 2022)
- Massimo di stoppate: 1 (5 volte)
- Massimo di minuti giocati: 20 vs Memphis Grizzlies (30 novembre 2022)

### G League
| Anno      | Squadra     | PG | PT | MP   | TC%  | 3P%  | TL%  | RP  | AP  | PRP | SP  | PP   |
| --------- | ----------- | -- | -- | ---- | ---- | ---- | ---- | --- | --- | --- | --- | ---- |
| 2022-2023 | Iowa Wolves | 13 | 12 | 31,1 | 45,1 | 37,0 | 79,3 | 4,6 | 4,7 | 0,9 | 0,4 | 18,8 |
| 2023-2024 | Iowa Wolves | 16 | 14 | 36,4 | 35,7 | 30,4 | 83,3 | 5,4 | 4,3 | 1,9 | 0,3 | 16,8 |
| Carriera  | Carriera    | 29 | 26 | 34,0 | 39,6 | 33,3 | 81,7 | 5,0 | 4,5 | 1,5 | 0,3 | 17,7 |

## Palmarès
- Julius Erving Award (2022)
- McDonald's All-American (2019)